# Google Glass

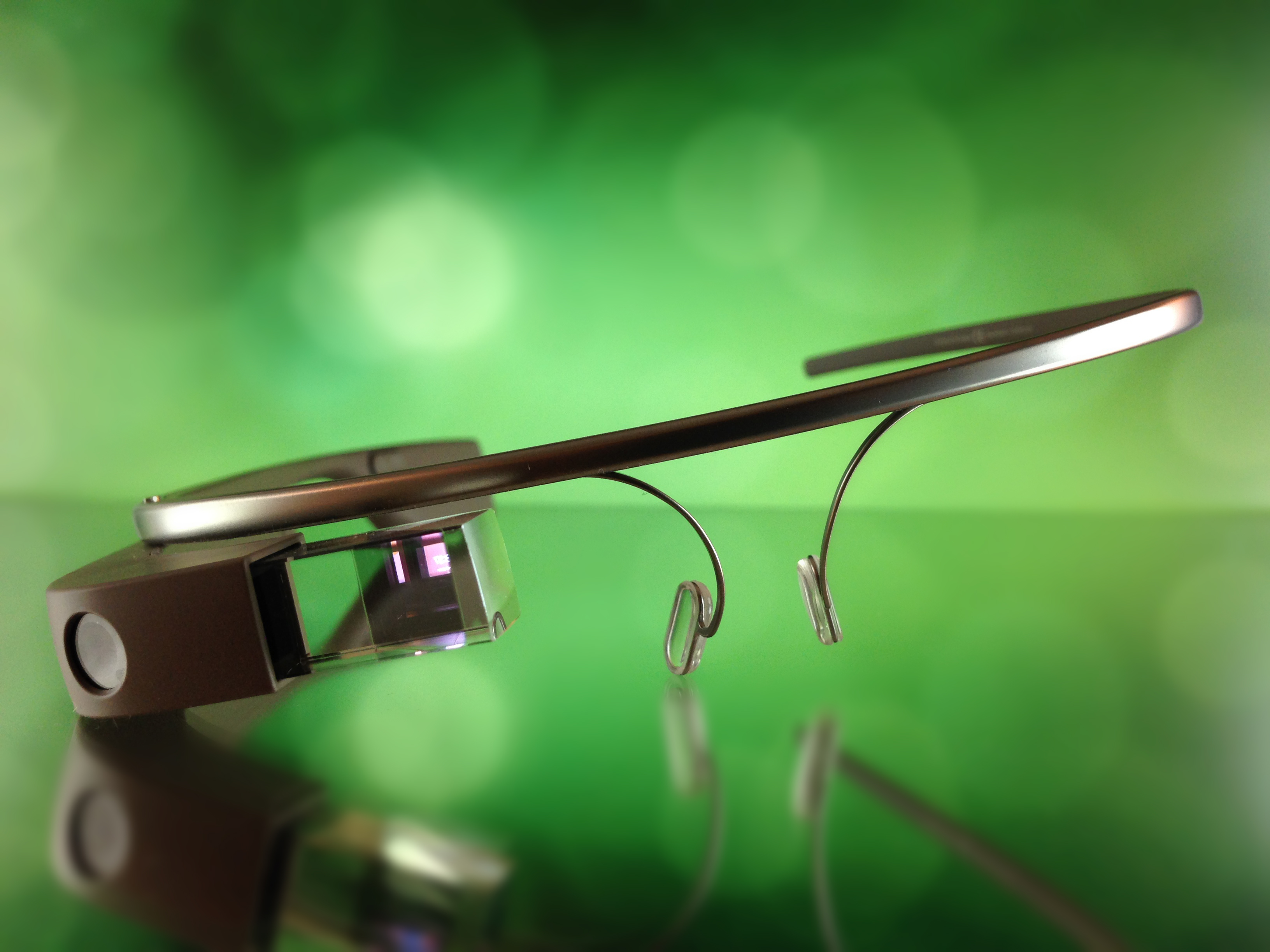
Google Glass Explorer Edition

Google Glass var en head-mounted display som utvecklades av Google. Google Glass visade information liknande en smartphone och kunde styras med röststyrning och en pekplatta.

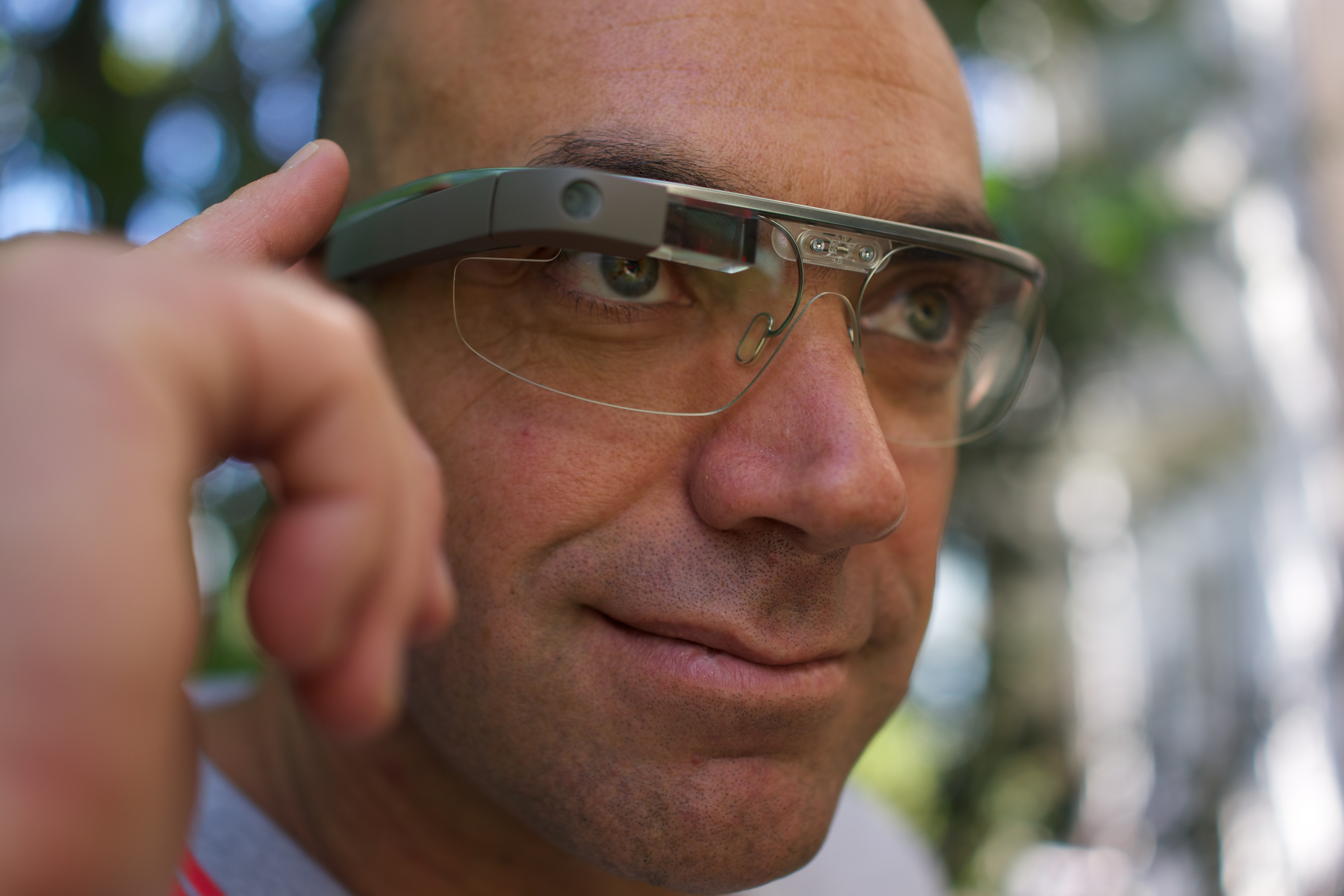
Personen använder en styrplatta byggd på sidan av Google Glass för att kommunicera med sin telefon med hjälp av en Bluetoothenhet.

Den 15 januari 2015 meddelade Google att de skulle sluta producera Google Glass-prototypen, men fortsätta med produktutveckling.
Efter det kommersiella misslyckandet av produkten som var riktad till privatpersoner fortsatte dock Google att producera Google Glass Enterprise Edition till företag. Den 15 mars 2023 meddelade Google att de skulle lägga ner Google Glass Enterprise Edition 2.